# Барнс, Эмре Зафер
Эмре Зафер Барнс (тур. Emre Zafer Barnes, настоящее имя Уинстон Барнс, англ. Winston Barnes; род. 7 ноября 1988, Спаниш-Таун) — турецкий легкоатлет, родившийся на Ямайке. Специализируется в беге на спринтерские дистанции, в частности, 100 метров. Участник Олимпийских игр.

## Биография
Уинстон Барнс родился 7 ноября 1988 года.

## Карьера
В 2015 году вместе трое ямайских спортсменов перешли в другие сборные. Так, Уинстон Барнс перешёл в сборную Турции и принял имя Эмре Зафер Барнс.
Выступая на своём первом соревновании за новую страну в Эрзуруме, Эмре Зафер Барнс пробежал стометровую дистанцию за 10,17 секунды, став третьим, а в эстафете 4 по 100 метров завоевал золото.
На летних Олимпийских играх 2016 года Барнс выступил только в эстафете, но Турция уже в первом раунде завершила выступление, финишировав на четвёртом месте в забеге.
В 2017 году выступал в Первой лиге командного чемпионата Европы, где в беге на дистанции 100 метров занял второе место. Пробежав за 10,36 с, Барнс уступил лишь Джонатану Куарку из Норвегии. На чемпионате мира в Лондоне Эмре Зафер Барнс добрался до стадии полуфинала, но занял итоговое 17-е место и не попал в главный забег на дистанции 100 метров.
На Континентальном кубке 2018 года принял участие в эстафете, где занял второе место. В том же году на Средиземноморских играх в Таррагоне занял второе место на дистанции 100 метров с результатом 10,32 с. В эстафете мужская сборная Турции также завоевала серебро, пробежав 4 этапа по 100 метров за 38,50 секунды.
В 2021 году Эмре Зафер Барнс вошёл в состав сборной Турции на летние Олимпийские игры 2020 года в Токио.